# Jean-Baptiste Robineau-Desvoidy
André Jean Baptiste Robineau-Desvoidy (1 januari 1799, Saint-Sauveur-en-Puisaye - 25 juni 1857, Parijs) was een Frans arts en entomoloog.
Robineau-Desvoidy had een oprechte liefde voor entomologie en werkte met grenzeloos enthousiasme. Hij was gespecialiseerd in de studie van de Diptera (tweevleugeligen) en in mindere mate van de Coleoptera (kevers). Omdat hij werkte met moeilijk te identificeren vliegen (specifiek de Schizophora), omdat hij 
moest werken met slechte bestaande beschrijvingen en omdat hij weinig contact had met andere entomologen, waren vele van de nieuwe soorten die hij beschreef, reeds door anderen ontdekt en beschreven. 
Er volgde later veel kritiek op hem, wegens de onjuist beschreven soorten, hij zou ook aan te veel soorten gewerkt hebben. Men moet echter bedenken dat hij pionier was in het gebied en, in de nasleep van de napoleontische oorlogen, werden Franse wetenschappers vaak onterecht bekritiseerd om nationalistische redenen. Van zeer veel van de door hem beschreven geslachten en soorten die hij voor het eerst een naam gaf, is deze naam nog in gebruik tot op de dag van vandaag. 

## Vliegen wetenschappelijk beschreven door Robineau-Desvoidy
- Brachyopa scutellaris 1843 - Syrphidae (Loofhoutsapzweefvlieg)
- Calliphora vicina 1830 - Calliphoridae (Roodwangbromvlieg)
- Thecopohora fulvipes 1830 - Conopidae

- Genus Morellia en de soort Morellia aenescens 1830 - Muscidae
- Genus Azelia en de soort Azelia nebulosa 1830
- Genus Hydromyia 1830 - Sciomyzidae
- Genus Helina 1830 - Ulidiidae
- Genus Sphenella 1830 - Tephritidae
- Genus Delia 1830 - Anthomyidae
- Genus Bengalia - Calliphoridae
- Genus Muscina en de soort Muscina fungivora 1830 - Muscidae
- Genus Wagneria 1830 - Tachinidae

## Enkele werken
- Essai sur la tribu des culicides. Mém. Soc. Hist. Nat. Paris 3: 390-413 (1827).
- Essai sur les myodaires. Mém. Pres. Div. Sav. Acad. R. Sci. Inst. Fr. 2(2), 813 p. (1830).
- Notice sur le genre fucellie, Fucellia, R.D., et en particulier sur le Fucellia arenaria. Ann. Soc. Entomol. Fr. 10: 269-72. (1842).
- Myodaires des environs de Paris [part]. Ann. Soc. Entomol. Fr. (2) 6: 429-77. (1849).This paper forms part of a series, though the first part had the title "Études sur les myodaires des environs de Paris." The parts are as follows: Ann. Soc. Entomol. Fr. (2) 2: 5-38 (1844); (2) 4: 17-38 (1846); (2) 5: 255-87 (1847); (2) 6: 429-77 (1849); (2) 8: 183-209 (1850); (2) 9: 177-90, 305-21 (1851).
- Mémoire of M. Léon Dufour donne la description de la larve et des moeurs d'une muscide, larve qui vit du sang de petites hirondelles. Bull. Soc. Entomol. Fr. (2) 7: iv-v. (1849)
- Description d'agromyzes et de phytomyzes écloses chez M. le colonel Goureau. Rev. Mag. Zool. (2) 3: 391-405. (1851)
- Diptères des environs de Paris. Famille des myopaires. Bull. Soc. Sci. Hist. Nat. L'Yonne 7: 83-160. (1853).
- Histoire naturelle des diptères des environs de Paris. Oeuvre posthume du Dr Robineau-Desvoidy. Publiée par les soins de sa famille, sous la direction de M.H. Monceaux.2 vols. Masson et Fils, Paris. 1500p. (1863)

- Bibliothèque nationale de France: cb13164544z (data)
- Gemeinsame Normdatei: 121420957
- International Standard Name Identifier: 0000 0000 4643 0760
- Library of Congress Control Number: no99006628
- Nationale Bibliotheek van Israël: 987007453939405171
- Nederlandse Thesaurus van Auteursnamen: 155717065
- Istituto Centrale per il Catalogo Unico: RMSV038682
- SNAC: w6863pb8
- Système universitaire de documentation: 092000487
- Virtual International Authority File: 40234477
- WorldCat: E39PBJcrbmPmrMP9fgxmhp9qwC